# Vértessomlói-barlang
A Vértessomlói-barlang Magyarország fokozottan védett barlangjai közül az egyik. A Vértes hegység leghosszabb és harmadik legmélyebb barlangja. (A legmélyebb a Hamar-barlang, a második legmélyebb pedig a Dűlt-kúti-víznyelőbarlang.) A hegység fokozottan védett két barlangja közül az egyik (a másik a Csákvári-barlang).

## Leírás
Vértessomló külterületén, a Duna–Ipoly Nemzeti Park területén található Nagy-Somlyó ÉNy-i oldalában lévő hajdani mészkőbányában, a bányafal és a törmeléklejtő találkozásánál, 235 m tszf. magasságban nyílik a barlang függőleges, hasadékszerű bejárata. A hidrotermális eredetű barlang nem a Vértes hegységre általában jellemző dolomit alapkőzetben, hanem felső triász dachsteini mészkőben keletkezett valószínűleg karsztvízszint alatti, freatikus oldás miatt.
A barlang ásványtani különlegessége, hogy a magyarországi barlangokban csak telérek alakjában, vagy a barlangméretet épphogy elérő üregrészekben megfigyelt táblás baritkristályok a Vértessomlói-barlangban egy tág terem oldott falait díszítik. A táblás baritkristályok némelyikének élhosszúsága eléri a 2 cm-t. Ez a kiválásréteg több 10 m² felületen díszíti az aljzatot és az oldalfalak nem áthajló részeit. A mélyen a karsztvízszint alatt, hidrotermális folyamatokhoz kötődően kialakuló nagy baritkristályok ezen üregkitöltő jellege miatt az feltételezhető, hogy nagyon régi az üregesedés és az üregesedésnek különleges körülményei voltak. A jövőben végzett vizsgálatok fényt deríthetnek a kristályok keletkezésének részleteire. A lépcsőzetesen mélyülő barlang két nagy teremből és a bejárati szakasz szűk, függőleges jellegű párhuzamos hasadékjárataiból, valamint a végpontjánál lévő tág aknából áll. Kb. 30 m az üreg vízszintes kiterjedése.
Az egész barlangon végigkövethető az üregesedés fő irányát kijelölő törésrendszer, a felső részeken (az alsó nagy terem végén magasba nyúló kürtőt is beleértve) pedig a járatok alakját is meghatározzák a törésvonalak. E preformáló törésrendszer mentén nagyon repedezett-breccsásodott az alapkőzet, melynek kristályos kötőanyaga kipreparálódva, a falfelületeken helyenként jellegzetes sejtes-kazettás boxwork-szerkezeteket képez. A barlang formakincsét a felső részeken az utólagos mállási-fellazulási folyamatok részben módosították, de alsó része határozottan karsztvízszint alatti, freatikus keletkezésmódra utal üstös oldásformái, gömbfülkeszerű beöblösödései és zsákszerűen végződő kis oldaljáratai miatt. Itt, az alsó nagy teremben vannak a barlang kuriózumát jelentő baritkiválások is.
A baritkristályokon kívül a barlang ásványkiválásait a baritkristályok felületén néhol megfigyelhető, még nem azonosított anyagú, vékony barnásfekete bevonat, a kisebb foltokban vagy gyöngysorszerűen megjelenő borsókövek, illetve néhány kis cseppkőlefolyás, cseppkőzászló és szalmacseppkő jelentik. Az utóbbiak környékén gyér vízcsepegés észlelhető, azonban a barlang száraz. A barlang alsó részének levegőjében érzékelhetően sok szén-dioxid van. Aljzati kitöltése a felső részeken kőzettörmelékből, az alsó nagy teremben agyagból, valamint néhány hatalmas, a mélyponti akna fölé átívelő omladéktömbből áll. Ez utóbbi alját is agyagba ágyazódott kőtömbök töltik ki.
Denevérek nyári alkalmi szálláshelye és a hegység fontos téli állandó denevér-szálláshelye. A levegő átlaghőmérséklete 10,5 °C, mely magyarországi viszonylatban általános, a levegő szén-dioxid tartalma pedig néha az 1,5 %-ot is meghaladja a mélyen lévő szakaszban. A lezárt bejáratú barlang csak kutatási céllal, elektromos lámpa használatával, a Duna–Ipoly Nemzeti Park Igazgatóság engedélyével tekinthető meg. Bejárásához (a kötéltechnikai eszközök használatát igénylő mélyponti akna kivételével) csak barlangjáró alapfelszerelés szükséges. A téli álmot alvó denevérek nyugalmának fenntartása miatt telelési időszakban (október 1-től április 30-ig) tilos a barlangba bemenni.
2001-ben volt először Vértessomlói-barlangnak nevezve a barlang az irodalmában. Előfordul a barlang az irodalmában Slagos macska-barlang (Polacsek 2001) néven is, amit Kocsis Ákos javaslata alapján kapott.

## Denevér-megfigyelések
| \| Dátum \| Rhin. hip. \| Rhin. fer. \| Myo. dau. \| Indet sp. \| \| -------------------- \| ---------- \| ---------- \| --------- \| --------- \| \| 2002. október 1. \| 14 \| – \| – \| – \| \| 2002. november 10. \| 8 \| – \| – \| – \| \| 2002. december 3. \| 20 \| – \| – \| – \| \| 2003. január 17. \| 6 \| – \| – \| – \| \| 2003. február 16. \| 4 \| – \| – \| – \| \| 2003. március 25. \| 1 \| – \| – \| 2 \| \| 2003. április 26. \| 1 \| – \| – \| – \| \| 2003. május 28. \| – \| – \| – \| – \| \| 2003. június 28. \| – \| – \| – \| – \| \| 2003. július 30. \| – \| – \| – \| – \| \| 2003. augusztus 29. \| – \| – \| – \| – \| \| 2003. szeptember 27. \| 8 \| – \| – \| – \| \| 2003. november 1. \| 15 \| – \| – \| – \| \| 2003. november 28. \| 25 \| 1 \| – \| 2 \| \| 2003. december 28. \| 9 \| – \| – \| – \| \| 2004. szeptember 4. \| 9 \| – \| – \| – \| \| 2004. október 17. \| 22 \| – \| – \| – \| \| 2004. december 30. \| 23 \| – \| – \| – \| \| 2005. február 5. \| 28 \| – \| – \| – \| \| 2005. május 2. \| 4 \| – \| – \| – \| \| 2005. október 23. \| 19 \| – \| – \| 2 \| \| 2006. március 11. \| 27 \| – \| – \| – \| \| 2006. december 27. \| 18 \| – \| – \| – \| \| 2012. március 24. \| 29 \| – \| 1 \| – \| \| 2012. április 15. \| 56 \| – \| 1 \| – \| \| 2012. június 25. \| 1 \| – \| – \| – \| \| 2012. december 29. \| 55 \| – \| – \| – \| \| 2013. január 10. \| 59 \| – \| – \| – \| \| 2013. február 15. \| 53 \| – \| – \| – \| \| 2013. június 29. \| 3 \| – \| – \| – \| \| 2013. november 23. \| 52 \| – \| – \| – \| \| 2014. április 4. \| 17 \| – \| – \| – \| \| 2014. április 25. \| 41 \| – \| – \| – \| \| 2014. december 22. \| 71 \| – \| – \| – \| |            |            |           |           |
| Dátum | Rhin. hip. | Rhin. fer. | Myo. dau. | Indet sp. |
| 2002. október 1. | 14         | –          | –         | –         |
| 2002. november 10. | 8          | –          | –         | –         |
| 2002. december 3. | 20         | –          | –         | –         |
| 2003. január 17. | 6          | –          | –         | –         |
| 2003. február 16. | 4          | –          | –         | –         |
| 2003. március 25. | 1          | –          | –         | 2         |
| 2003. április 26. | 1          | –          | –         | –         |
| 2003. május 28. | –          | –          | –         | –         |
| 2003. június 28. | –          | –          | –         | –         |
| 2003. július 30. | –          | –          | –         | –         |
| 2003. augusztus 29. | –          | –          | –         | –         |
| 2003. szeptember 27. | 8          | –          | –         | –         |
| 2003. november 1. | 15         | –          | –         | –         |
| 2003. november 28. | 25         | 1          | –         | 2         |
| 2003. december 28. | 9          | –          | –         | –         |
| 2004. szeptember 4. | 9          | –          | –         | –         |
| 2004. október 17. | 22         | –          | –         | –         |
| 2004. december 30. | 23         | –          | –         | –         |
| 2005. február 5. | 28         | –          | –         | –         |
| 2005. május 2. | 4          | –          | –         | –         |
| 2005. október 23. | 19         | –          | –         | 2         |
| 2006. március 11. | 27         | –          | –         | –         |
| 2006. december 27. | 18         | –          | –         | –         |
| 2012. március 24. | 29         | –          | 1         | –         |
| 2012. április 15. | 56         | –          | 1         | –         |
| 2012. június 25. | 1          | –          | –         | –         |
| 2012. december 29. | 55         | –          | –         | –         |
| 2013. január 10. | 59         | –          | –         | –         |
| 2013. február 15. | 53         | –          | –         | –         |
| 2013. június 29. | 3          | –          | –         | –         |
| 2013. november 23. | 52         | –          | –         | –         |
| 2014. április 4. | 17         | –          | –         | –         |
| 2014. április 25. | 41         | –          | –         | –         |
| 2014. december 22. | 71         | –          | –         | –         |

## Kutatástörténet
A barlangról az első nyomtatott hír az MKBT Tájékoztatóban jelent meg 2001-ben. A közlemény szerint a Tatabányai Barlangkutató Egyesület által 2001. január 2-án végzett terepbejárás során az egyesület Kocsis Ákos útmutatása alapján talált egy kigőzölgést. A kigőzölgésre a Vértes hegységben, Vértessomlótól ÉK-re, kb. 800 m-re bukkantak rá. Az egyesület tagjai ezt megtekintve megállapították, hogy egy minimálisan eltömődött barlangbejáratot fedeztek fel. Mivel Kocsis Ákos a bejáratban már némi bontást végzett és kb. 6–8 m járatba bekúszott, az egyesület tagjainak már csak ki kellett tágítania egy nagyon szűk részt, majd azután egy nyíláson át már be is mászhattak egy barlangterem tetejébe. Ez a terem kb. 18 m hosszú, helyenként 4 m széles és 8 m magas. Innen egy másik szűkületen keresztül, rövid bontással megint feltárult egy terem, amelynek méretei meghaladják az előzőét. Ez a terem becsléseik szerint 20 m hosszú és 7 m széles.

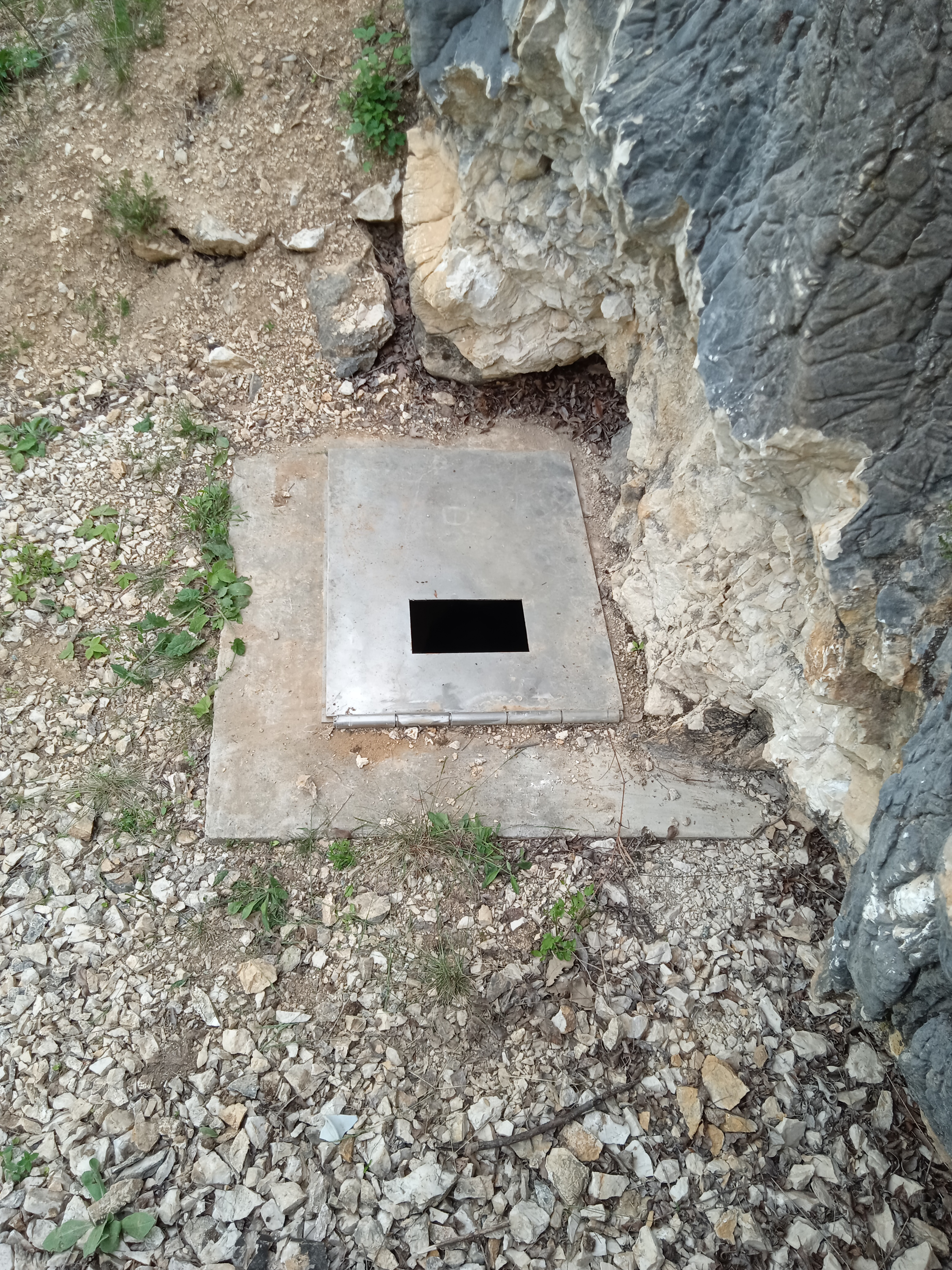
A Vértessomlói-barlang bejárata

A terem aljától kezdődik egy 6×2 m keresztmetszetű akna. Ennek aljára leereszkedni 2001. január 5-én tudtak. Itt omladék torlaszolja el a további járatokat. Az akna 9 m mély, a terem mennyezetéből induló kürtő pedig 13 m magas. A barlang a hévizes kialakulás jeleit viseli magán, falait tömegesen borítják aragonit-, sőt, táblás fennőtt baritkristályok. Néhány helyen cseppkőlefolyások, szalmacseppkövek és cseppkőzászlók vannak. Felső triász dachsteini mészkő a barlang befoglaló kőzete. A barlang legalább 110 m hosszú, mélysége pedig 27 m, ezért a Vértes hegységnek már jelenleg is a legmélyebb barlangja, de lehet, hogy a leghosszabb is. A bejárathoz közeli teremnek a Sztalin-terem nevet, a belső teremnek pedig a Zsófika-terem nevet adták. A barlang a Slagos macska-barlang nevet kapta Kocsis Ákos javaslata alapján.
2001-ben Polacsek Zsolt készítette el a barlang hossz-szelvény térképvázlatát. Az év során sor került a barlang lezárására, melyet a Tatabányai Barlangkutató Egyesület végzett. Néhány hónappal a felfedezése után, 2001. május 17-től a környezetvédelmi miniszter 13/2001. (V. 9.) KöM rendeletének értelmében a Vértes hegység területén lévő Vértessomlói-barlang fokozottan védett barlang. Egyidejűleg a fokozottan védett barlangok körének megállapításáról szóló 1/1982. (III. 15.) OKTH rendelkezés hatályát veszti. Földtani jelentősége miatt lett fokozottan védett barlang.
A 2003-ban kiadott, Magyarország fokozottan védett barlangjai című könyvben az olvasható, hogy a 4522/1 barlangkataszteri számú Vértessomlói-barlang (Slagos macska-barlang) a Vértes hegységben, a Vértes-peremvidéken, a Fejér megyei Vértessomlón helyezkedik el. 235 m tengerszint feletti magasságban van a bejárata a kb. 120 m hosszú, 27 m függőleges kiterjedésű és kb. 30 m vízszintes kiterjedésű barlangnak. A Vértes hegység É-i részén, a Nagy-Somlyó oldalában nyíló barlang 2001-ben, alig pár hónappal a felfedezése után lett fokozottan védett barlanggá nyilvánítva. A 120 m hosszú és 27 m mély új barlang ugyanis nemcsak a hegység addigi legnagyobb barlangja lett, hanem ásványtani különlegességnek is bizonyult. A magyarországi barlangokban csak telérek alakjában, vagy a barlangméretet épphogy elérő üregrészekben megfigyelt táblás baritkristályok a Vértessomlói-barlangban, egyedülálló módon egy tág terem oldott falait díszítik.
A hegy ÉNy-i oldalában fekvő hajdani mészkőbányában, a bányafal és a törmeléklejtő határán a téli hidegben előtörő pára miatt vette észre Kocsis Ákos barlangkutató a barlang törmelékkel kitöltődött bejáratát. A függőleges kis bejárati akna járhatóvá tétele után, 2000 karácsonyának előestéjén jutottak be az elülső, szabad járatokba a Kocsis Ákos által értesített Tatabányai Barlangkutató Egyesület tagjai. Ezután gyorsan elvégezték néhány leszállás során a napjainkban ismert üregrendszer teljes bejárását és vázlatos felmérését. A barlang eddigi egyetlen írott említése a felfedezésről szóló rövid beszámolóban olvasható. A barlang nem a Vértes hegységre általában jellemző dolomit alapkőzetben, hanem felső triász dachsteini mészkőben keletkezett. A lépcsőzetesen mélyülő barlang lényegében két nagy teremből és a bejárati szakasz szűk, párhuzamos hasadékjárataiból áll.
Az egész barlangon végigkövethető az üregesedés fő irányát kijelölő törésrendszer, a felső részeken (az alsó nagy terem végén magasba nyúló kürtőt is beleértve) pedig a járatok alakját is meghatározzák a törésvonalak. E preformáló törésrendszer mentén nagyon repedezett-breccsásodott az alapkőzet, melynek kristályos kötőanyaga kipreparálódva, a falfelületeken helyenként jellegzetes sejtes-kazettás boxwork-szerkezeteket képez. A barlang formakincsét a felső részeken az utólagos mállási-fellazulási folyamatok részben módosították, de alsó része határozottan karsztvízszint alatti, freatikus keletkezésmódra utal üstös oldásformái, gömbfülkeszerű beöblösödései és zsákszerűen végződő kis oldaljáratai miatt. Itt, az alsó nagy teremben vannak a barlang kuriózumát jelentő baritkiválások is. A táblás baritkristályok némelyikének élhosszúsága eléri a 2 cm-t. Ez a kiválásréteg több 10 m² felületen díszíti az aljzatot és az oldalfalak nem áthajló részeit.

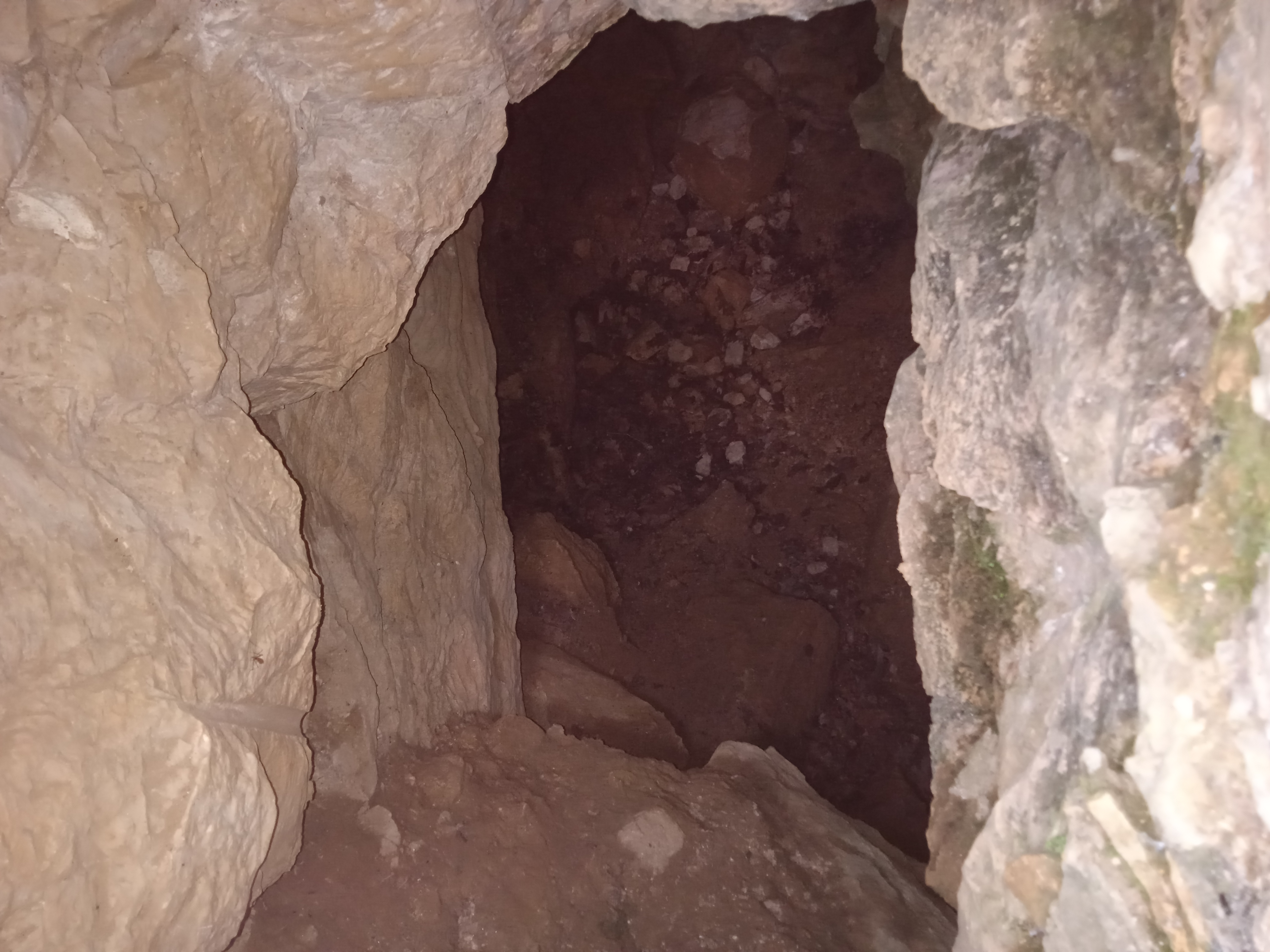
A Vértessomlói-barlang bejárati része

A mélyen a karsztvízszint alatt, hidrotermális folyamatokhoz kötődően kialakuló nagy baritkristályok ezen üregkitöltő jellege miatt az feltételezhető, hogy nagyon régi az üregesedés és az üregesedésnek különleges körülményei voltak. A jövőben végzett vizsgálatok fényt deríthetnek a kristályok keletkezésének részleteire. A baritkristályokon kívül a barlang ásványkiválásait a baritkristályok felületén néhol megfigyelhető, még nem azonosított anyagú, vékony barnásfekete bevonat, a kisebb foltokban vagy gyöngysorszerűen megjelenő borsókövek, illetve néhány kis cseppkőlefolyás, cseppkőzászló és szalmacseppkő jelentik. Az utóbbiak környékén gyér vízcsepegés észlelhető, azonban a barlang száraz. A barlang alsó részének levegőjében érzékelhetően sok szén-dioxid van. Aljzati kitöltése a felső részeken kőzettörmelékből, az alsó nagy teremben agyagból, valamint néhány hatalmas, a mélyponti akna fölé átívelő omladéktömbből áll. Ez utóbbi alját is agyagba ágyazódott kőtömbök töltik ki.
A barlangban előforduló élőlények a denevérek. A barlang gyakorlatilag érintetlen állapotának megőrzése és különleges képződményeinek védelme miatt nagyon gyorsan le lett zárva az üregrendszer a megtalálása után. Korlátozott létszámmal, a Duna–Ipoly Nemzeti Park Igazgatóság engedélyével tekinthető meg. Bejárásához (a kötéltechnikai eszközök használatát igénylő mélyponti akna kivételével) csak barlangjáró alapfelszerelés szükséges. Az ismertetéshez mellékelve lett a barlang 2001-ben készült hossz-szelvény térképvázlatának színes változata. A könyvben látható egy Egri Csaba által készített, színes fénykép, amelyen a Zsófika-teremből a végpont felé történő ereszkedés figyelhető meg. A barlangról szóló könyvfejezet 1 publikáció felhasználásával lett írva.
A Gerecse Barlangkutató és Természetvédő Egyesület 2003. évi jelentésében, a Vértessomlói-barlangban 2002–2003-ban végzett megfigyelések és vizsgálatok eredményeiről szóló részben az van írva, hogy a Tatabányai Barlangkutató Egyesület végzi a Vértes hegységben lévő Nagy-Somlyó-hegy ÉNy-i oldalában található, jelenleg 110 m hosszú és 36 m mély barlang kutatását. A 2001 januárjában felfedezett barlang a feltárása után hamarosan fokozottan védett barlanggá lett nyilvánítva formakincse és ásványképződményei miatt. A barlang nem a Gerecse Barlangkutató és Természetvédő Egyesület hagyományos kutatási területén (Gerecse hegység) van, de 2002. második felében, a két szervezet közötti együttműködés során bekapcsolódott a barlang kutatásába, és rendszeres denevér-megfigyeléseket, szén-dioxid és hőmérsékletméréseket, illetve radon aktivitáskoncentráció vizsgálatot végzett. A kéziratban ismertetve van a Gerecse Barlangkutató és Természetvédő Egyesület által a barlangban végzett megfigyelések, vizsgálatok eredménye.
Nem sokkal feltárása után birtokba vették a barlangot denevérek, és az azóta eltelt időszakban a Vértes hegység legjelentősebb barlangi denevérélőhelye lett. Az egyesület által végzett megfigyelések alapján a kis patkósdenevérek nyári alkalmi és téli jelentős szálláshelye. Figyelemre méltó, hogy a barlangban az egyesület tagjai megfigyeltek (de csak egy alkalommal) nagy patkósdenevért is. A barlangban végzett denevérszámlálások eredményei:
| Dátum                | Rhin. hip. | Rhin. fer. | Meghatározatlan |
| -------------------- | ---------- | ---------- | --------------- |
| 2002. október 1.     | 14         | –          | –               |
| 2002. november 10.   | 8          | –          | –               |
| 2002. december 3.    | 20         | –          | –               |
| 2003. január 17.     | 6          | –          | –               |
| 2003. február 16.    | 4          | –          | –               |
| 2003. március 25.    | 1          | –          | 2               |
| 2003. április 26.    | 1          | –          | –               |
| 2003. május 28.      | –          | –          | –               |
| 2003. június 28.     | –          | –          | –               |
| 2003. július 30.     | –          | –          | –               |
| 2003. augusztus 29.  | –          | –          | –               |
| 2003. szeptember 27. | 8          | –          | –               |
| 2003. november 1.    | 15         | –          | –               |
| 2003. november 28.   | 25         | 1          | 2               |
| 2003. december 28.   | 9          | –          | –               |

Az egyesület tagjai 2002. október elején a barlang jellegzetes három pontjára, a Felső-terembe (18 m mélységbe), a Zsófika-terembe (24 m mélységbe) és az alsó végpontra (35 m mélységbe) 0,1 °C beosztású higanyos hőmérőket helyeztek el. A végponton ezt követően szórványmérések történtek, a felső két mérőhelyen pedig 2003 végéig havi rendszerességgel lett regisztrálva a léghőmérséklet. A barlangi levegő szén-dioxid tartalmát több esetben (ha érzékszervileg feltűnő volt) Dräger-pumpával és MSA gyártmányú, CO2–0,1 % PR817 típusú szondákkal mérték. A barlang levegőjének szén-dioxid tartalma a maximumot 2002 decemberében érte el. Ekkor a Felső-teremben 0,5 %, a Zsófika-teremben 1,5 %, az alsó végponton pedig 3,5 % szén-dioxid tartalmat mértek. 2003-ban a legmagasabb érték júliusban mutatkozott: a Felső-teremben 1,5 %, a Zsófika-teremben pedig 2,8 %. Ekkor bizonyosan nagyobb volt a végponton a szén-dioxid tartalom, de ott akkor nem lett mérve. A barlang aránylag száraz, gyenge az időszakosan megjelenő légmozgás, magas a hőmérséklet, ezért a barlang klímája (az időnként feldúsuló szén-dioxid hatásától eltekintve) komfortosnak tekinthető. A 2003-ban végzett 12 észlelés alapján az egyes mérési pontok léghőmérsékletének évszakonkénti átlagértékei és a változások minimum-maximum értékei (* = a 2002–2003-ban télen végzett mérések alapján):
| Mérőhely      | tavaszi átlag (°C) | nyári átlag (°C) | őszi átlag (°C) | téli átlag (°C) | éves átlag (°C) |
| ------------- | ------------------ | ---------------- | --------------- | --------------- | --------------- |
| Felszín       | 20,3               | 24,3             | 11,3            | –1,1            | 13,7            |
| Felső-terem   | 9,8                | 10,2             | 10,3            | 10,5            | 10,2            |
| Zsófika-terem | 10,4               | 10,4             | 10,4            | 10,5            | 10,4            |
| Végpont*      | –                  | –                | –               | 10,5            | –               |

| Mérőhely      | tmin (időpont)    | tmin (°C) | tmax (időpont)   | tmax (°C) | △t   |
| ------------- | ----------------- | --------- | ---------------- | --------- | ---- |
| Felszín       | december 28.      | –2,8      | május 28.        | 26,4      | 29,2 |
| Felső-terem   | április 26.       | 9,7       | január 17.       | 10,8      | 1,1  |
| Zsófika-terem | március 25.       | 10,4      | január 17.       | 10,5      | 0,1  |
| Végpont*      | 2002. december 3. | 10,5      | 2002. október 1. | 10,7      | 0,2  |

| Időpont              | Felszín (°C) | Felső-terem (°C) | Felső-terem (CO2 tf%) | Zsófika-terem (°C) | Zsófika-terem (CO2 tf%) | Végpont (°C) | Végpont (CO2 tf%) |
| -------------------- | ------------ | ---------------- | --------------------- | ------------------ | ----------------------- | ------------ | ----------------- |
| 2002. október 1.     | 12,4         | 10,4             | 0,4                   | 10,7               | 0,8                     | 10,7         | 1,5               |
| 2002. november 10.   | 6,1          | 10,6             | 0,5                   | 10,5               | 1                       | 10,6         | 2,2               |
| 2002. december 3.    | 2,4          | 10,6             | 0,5                   | 10,4               | 1,5                     | 10,5         | 3,5               |
| 2003. január 17.     | –0,4         | 10,8             | 0,2                   | 10,5               | 1,2                     | 10,5         | 1,8               |
| 2003. február 16.    | 0            | 10,3             | –                     | 10,5               | –                       | 10,5         | –                 |
| 2003. március 25.    | 12,5         | 9,9              | –                     | 10,4               | –                       | 10,5         | –                 |
| 2003. április 26.    | 22,1         | 9,7              | 0,1                   | 10,4               | 0,1                     | –            | –                 |
| 2003. május 28.      | 26,4         | 9,9              | –                     | 10,4               | –                       | –            | –                 |
| 2003. június 28.     | 23,8         | 10,1             | –                     | 10,4               | –                       | 10,5         | –                 |
| 2003. július 30.     | 24,2         | 10,4             | 1,5                   | 10,5               | 2,8                     | –            | –                 |
| 2003. augusztus 29.  | 24,8         | 10,1             | 0,8                   | 10,4               | 1,5                     | –            | –                 |
| 2003. szeptember 27. | 19,5         | 10,4             | 0,4                   | 10,4               | 0,8                     | –            | –                 |
| 2003. november 1.    | 6,3          | 10,6             | –                     | 10,5               | –                       | –            | –                 |
| 2003. november 28.   | 8,2          | 10               | –                     | 10,4               | –                       | –            | –                 |
| 2003. december 28.   | –2,8         | 10,6             | –                     | 10,5               | –                       | –            | –                 |

Az egyesület tagjai havonta cserélték a barlang két jellegzetes pontjára, a Felső-terembe és a Zsófika-terembe 2002 végén telepített radondetektorokat. A mérések adatainak feldolgozását dr. Csige István által vezetve az MTA Atomki Radon Csoport végezte el. Az eredményeket grafikus formában kapta meg az egyesület, amely 2003 végén befejezte a méréssorozatot. Az egyesület jelentésébe bekerült a mérések alapján rajzolt grafikon.
A Gerecse Barlangkutató és Természetvédő Egyesület 2004. évi jelentésében szó van arról, hogy 2004-ben, az őszi-téli időszakban az egyesület (bekapcsolódva a Tatabányai Barlangkutató Egyesület munkájába) három alkalommal végzett a barlangban ellenőrző bejárást és adatfelvételt. Ezek során már nem került sor műszeres mérésekre. Az egyesület tagjai megfigyelték, hogy a barlang levegőjének szén-dioxid tartalma szeptemberben és októberben még meglehetősen magas volt (tapasztalat alapján végzett becslés szerint legalább 1,5–2 %), azonban már nem volt érzékelhető december végén. Bíztatóak a denevérfaunisztikai adatfelvételek eredményei. A barlang továbbra is a Vértes hegység egyik legjelentősebb telelőhelye a kis patkósdenevérek számára.
| Számlálás időpontja | Rhin. hip. (egyedszám) |
| ------------------- | ---------------------- |
| 2004. szeptember 4. | 9                      |
| 2004. október 17.   | 22                     |
| 2004. december 30.  | 23                     |

A kéziratban van egy olyan, színes fénykép, amelyen a Vértessomlói-barlangban lévő Felső-teremben pihenő kis patkósdenevérek vannak bemutatva.
2005. szeptember 1-től a környezetvédelmi és vízügyi miniszter 22/2005. (VIII. 31.) KvVM rendelete szerint a Duna–Ipoly Nemzeti Park Igazgatóság működési területén, a Vértes hegységben található Vértessomlói-barlang a felügyelőség engedélyével látogatható. 2005. szeptember 1-től a környezetvédelmi és vízügyi miniszter 23/2005. (VIII. 31.) KvVM rendelete szerint a Vértes hegységben lévő Vértessomlói-barlang fokozottan védett barlang.
A 2005-ben napvilágot látott, Magyar hegyisport és turista enciklopédia című kiadványban önálló szócikke van a barlangnak. A szócikk szerint a Vértessomlói-barlang a Vértes hegységben található és fokozottan védett természeti érték. A Vértessomló külterületén emelkedő Nagy-Somlyó-hegyen, 235 m tengerszint feletti magasságban van a bejárata. Az 1971-ben feltárt barlang bejáratára a Tatabányai Barlangkutató Egyesület figyelmét Kocsis Ákos hívta fel. 120 m hosszú és 27 m függőleges kiterjedésű a triász mészkőben keletkezett üregrendszer. Lépcsőzetesen mélyülő, szűkebb, függőleges jellegű szakaszokból, két nagy teremből, végpontjánál egy tág aknából áll. Kiemelkedő értéket képviselnek méretei, korróziós formakincse és fennőtt, cm-es élhosszúságot is meghaladó méretű, nagy felületeket borító táblás baritkiválásai. Engedéllyel, alapfelszereléssel és kötéltechnikai eszközök alkalmazásával járható a lezárt bejáratú barlang.
A Juhász Márton által írt, 2007-ben kiadott tanulmányban szó van arról, hogy a Vértes hegység barlangjai közül az 50 m-es hosszúságot a Csákvári-barlang, a Gánti-barlang és a Vértessomlói-barlang haladják meg. A hegységben csak a Gánt-bányatelepi bányavágatban és a Vértessomlói-barlangban figyeltek meg Rhinolophus ferrumequinum-ot. A hegység állandó téli denevérszálláshelyének a Csákvári-barlang, a Gánti-barlang, a gánti bányavágat, a Gánt-bányatelepi bányavágat és a Vértessomlói-barlang tekinthető. A Vértessomlón (Komárom-Esztergom megye) elhelyezkedő Vértessomlói-barlang (Slagos macska-barlang) közhiteles barlangnyilvántartási száma 4522/1, UTM-kódja CT06A2.
Az üreg a Nagy-Somlyó-hegyen található. A barlangnak függőleges, hasadékjellegű bejárata van. A két nagy teremből és szűk szakaszokból álló barlang 120 m hosszú és 27 m mély. Felső triász mészkőben lévő törésvonal mentén, minden bizonnyal karsztvízszint alatti oldódás miatt jött létre. Alsó részének falait nagy felületeken barit kristályok borítják. Levegőjének átlaghőmérséklete 10,5 °C, páratartalma magas, szén-dioxid tartalma pedig a nyári-őszi időszakban túllépi az 1,5 %-ot. Mérete, formakincse és kiemelkedő ásványtani értékei miatt fokozottan védett barlang.
| Dátum                | Rhin. hip. | Rhin. fer. | Indet sp. |
| -------------------- | ---------- | ---------- | --------- |
| 2002. október 1.     | 14         | –          | –         |
| 2002. november 10.   | 8          | –          | –         |
| 2002. december 3.    | 20         | –          | –         |
| 2003. január 17.     | 6          | –          | –         |
| 2003. február 16.    | 4          | –          | –         |
| 2003. március 25.    | 1          | –          | 2         |
| 2003. április 26.    | 1          | –          | –         |
| 2003. szeptember 27. | 8          | –          | –         |
| 2003. november 1.    | 15         | –          | –         |
| 2003. november 28.   | 25         | 1          | 2         |
| 2003. december 28.   | 9          | –          | –         |
| 2004. szeptember 4.  | 9          | –          | –         |
| 2004. október 17.    | 22         | –          | –         |
| 2004. december 30.   | 23         | –          | –         |
| 2005. február 5.     | 28         | –          | –         |
| 2005. május 2.       | 4          | –          | –         |
| 2005. október 23.    | 19         | –          | 2         |
| 2006. március 11.    | 27         | –          | –         |
| 2006. december 27.   | 18         | –          | –         |

A Juhász Márton és Polacsek Zsolt által 2002-ben írt kéziratban volt először említve, hogy a barlangban élnek denevérek. A kézirat szerint alkalmi nyári és jelentős téli szálláshely, melyben kis patkósdenevér (Rhinolophus hipposideros) legfeljebb 14 egyede és közönséges denevér (Myotis myotis) 1–2 egyede fordul elő. Az üregben 2002 ősze óta a Gerecse Barlangkutató és Természetvédő Egyesület rendszeresen végez denevérfaunisztikai adatfelvételt (a fenti táblázatban látható eredménnyel). A barlangban végzett denevér-megfigyelésekkel kapcsolatos irodalom két kéziratból áll. A barlang biztonságosan le van zárva a bejárati szelvényben. A telelési időszakban teljes látogatási tilalmat és kutatási korlátozást rendel el a természetvédelmi hatóság. A barlang alkalmi nyári szálláshelynek és helyi viszonylatban jelentős állandó téli szálláshelynek tekinthető, a Rhinolophus hipposideros feltűnő dominanciájával. Figyelemre méltó a 2001. decemberi feltárás utáni gyors betelepülés és a Rhinolophus ferrumequinum itteni előfordulása.
2007. március 8-tól a környezetvédelmi és vízügyi miniszter 3/2007. (I. 22.) KvVM rendelete szerint a Duna–Ipoly Nemzeti Park Igazgatóság működési területén lévő Vértes hegységben elhelyezkedő Vértessomlói-barlang az igazgatóság engedélyével tekinthető meg. 2009. július 13-án a Magyar Karszt- és Barlangkutató Társulat szakmai tanulmányútján a tanulmányút résztvevői megtekintették a barlangot. A szűk bejárati szakasz megrostálta a látogatókat, de akiknek sikerült a lejutás a baritkristályokhoz, azok számára felejthetetlen élmény maradt a barlangtúra. A résztvevők számára a Duna–Ipoly Nemzeti Park Igazgatóság kivételesen egy alkalomra engedélyezte a barlang bejárását. 2011-ben a Gerecse Barlangkutató és Természetvédő Egyesület megállapította, hogy a Vértes hegység egyik legjelentősebb denevér telelőhelyének számító Vértessomlói-barlangot nem lehet bejárni a Felső-terembe vezető hasadékakna felső részében található kis patkósdenevérek zavarása nélkül. A barlangban ezért ebben az évben nem végzett denevérszámlálást.
Az egyesület a barlangban 2012. március 24-én 29 kis patkósdenevért és 1 vízi denevért, 2012. április 15-én 56 kis patkósdenevért és 1 vízi denevért, 2012. június 25-én 1 kis patkósdenevért, 2012. december 29-én pedig 55 kis patkósdenevért figyelt meg. Az egyesület a Vértes hegység Komárom-Esztergom megyei területén lévő Vértessomlói-barlangban 2013. január 10-én 59 kis patkósdenevért, 2013. február 15-én 53 kis patkósdenevért, 2013. június 29-én 3 kis patkósdenevért, 2013. november 23-án pedig 52 kis patkósdenevért számolt össze. 2013. július 19-től a vidékfejlesztési miniszter 58/2013. (VII. 11.) VM rendelete szerint a Vértessomlói-barlang (Vértes hegység, Duna–Ipoly Nemzeti Park Igazgatóság működési területe) az igazgatóság hozzájárulásával látogatható.
A Gerecse Barlangkutató és Természetvédő Egyesület a Vértes hegység Komárom-Esztergom megyei területén lévő barlangban 2014. április 4-én 17 kis patkósdenevért, 2014. április 25-én 41 kis patkósdenevért, 2014. december 22-én pedig 71 kis patkósdenevért észlelt. Az egyesület megállapította, hogy a Gerecse hegységben, illetve a Vértes hegységben lévő jelentősebb, legalább 10 egyedszámú denevér-telelőhelyeknek 2014-ben egyike a Vértessomlói-barlang (2014. december 22., 71 példány). 2015. november 3-tól a földművelésügyi miniszter 66/2015. (X. 26.) FM rendelete szerint a Vértessomlói-barlang (Vértes hegység) fokozottan védett barlang. 2021. május 10-től az agrárminiszter 17/2021. (IV. 9.) AM rendelete szerint a Vértessomlói-barlang (Vértes hegység, Duna–Ipoly Nemzeti Park Igazgatóság működési területe) az igazgatóság engedélyével látogatható. A 13/1998. (V. 6.) KTM rendelet egyidejűleg hatályát veszti.

## További irodalom
- Juhász Márton – Paulovics Péter – Staudinger István: Denevérfaunisztikai kutatások a Vértes hegységben. Kézirat. (V. Magyar Denevérvédelmi Konferencia, Pécs, 2005. december 3–4.)